# Polonia w Bośni i Hercegowinie

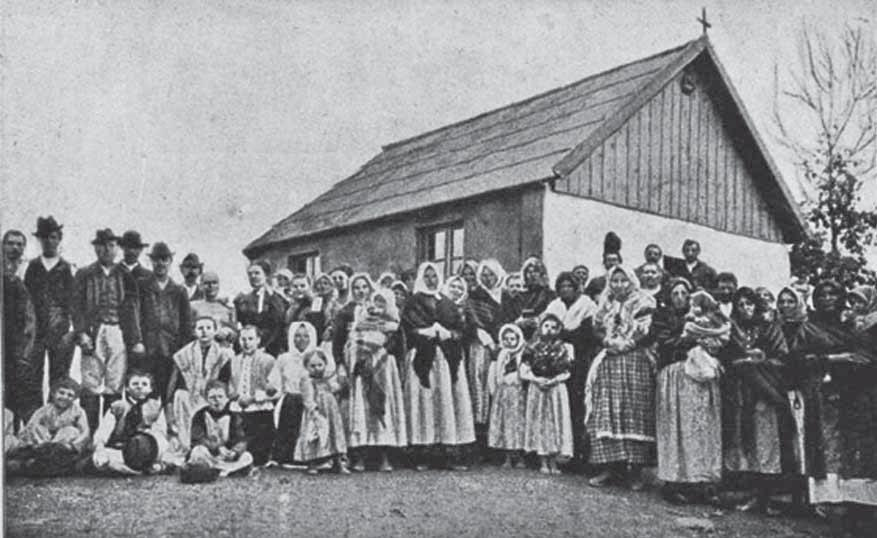
Pierwsi polscy osadnicy w Čelinovacu.

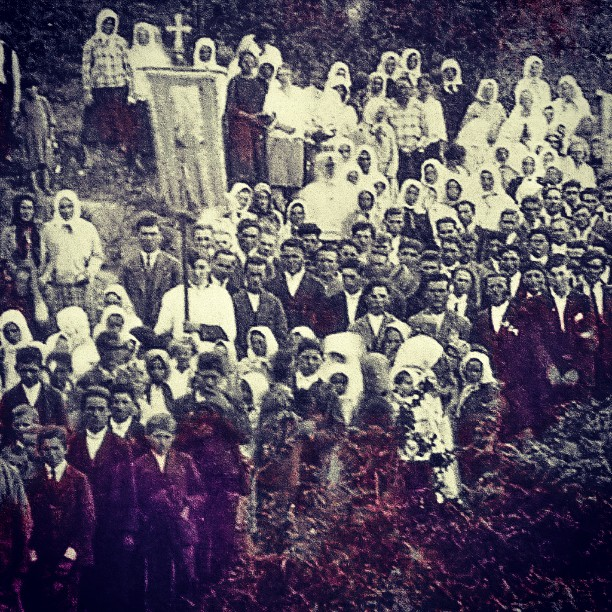
Polonia w Bośni w czasie nabożeństwa, lata 30.

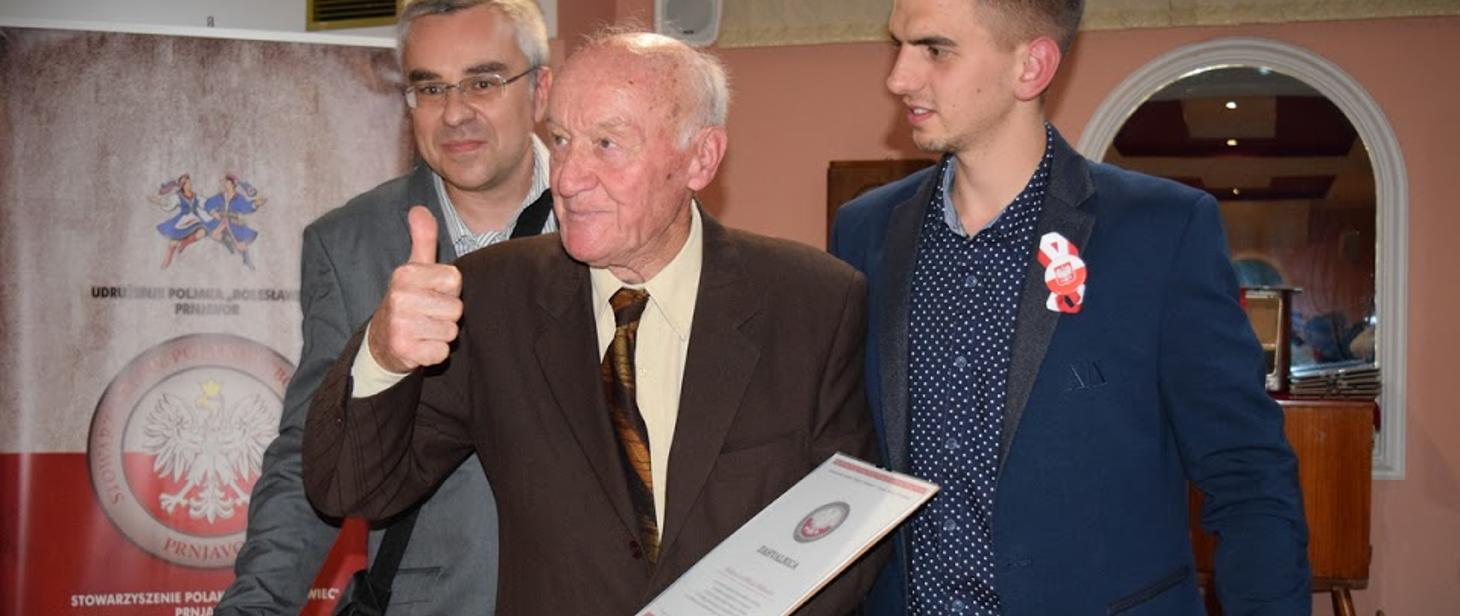
Tomislav Durtka, Miloš Mišković, Igor Kanjski podczas uroczystości stowarzyszenia Polaków „Bolesławiec” z Prnjavora

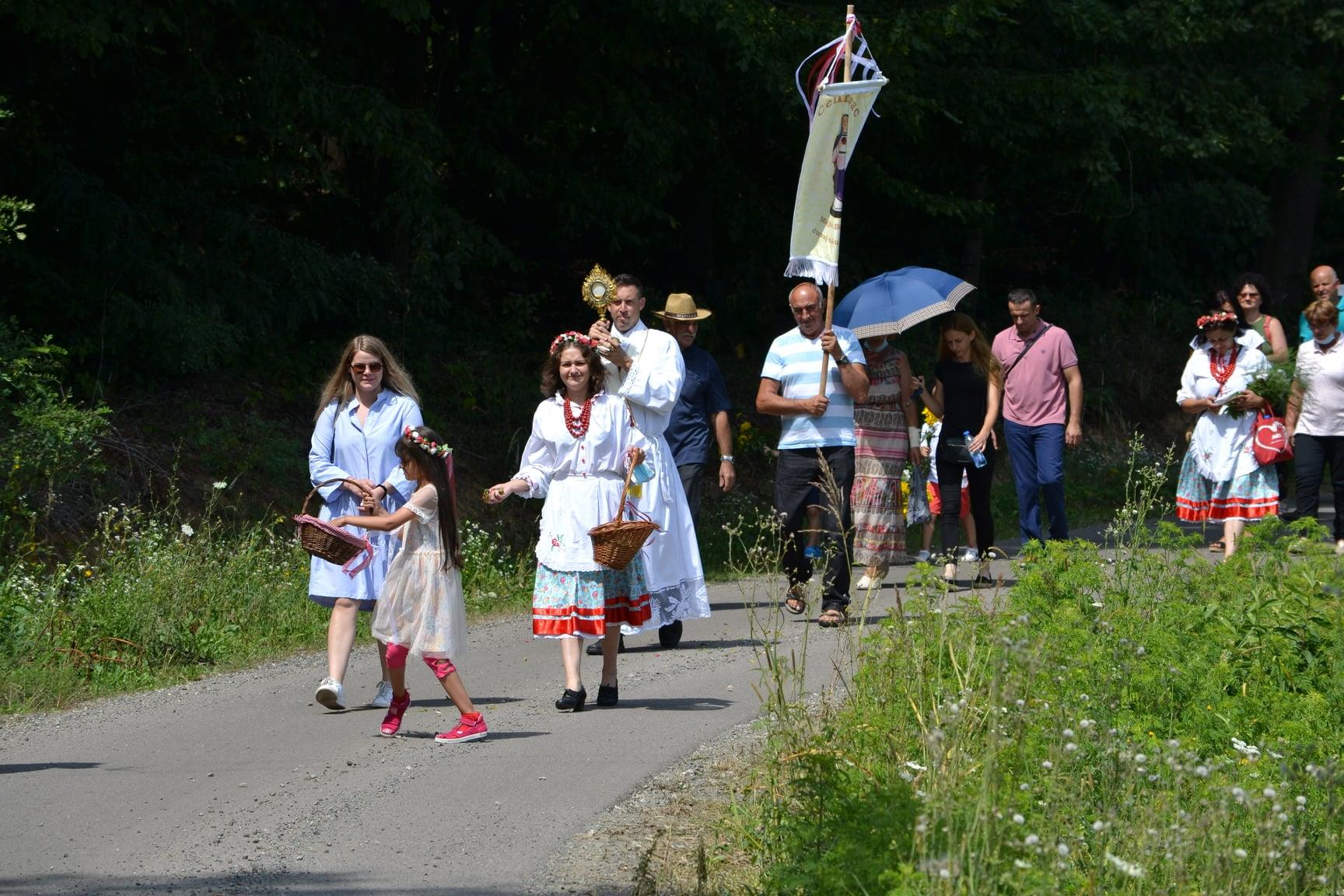
Procesja podczas X festiwalu polonijnego Pirogijada w Čelinovacu (2020)

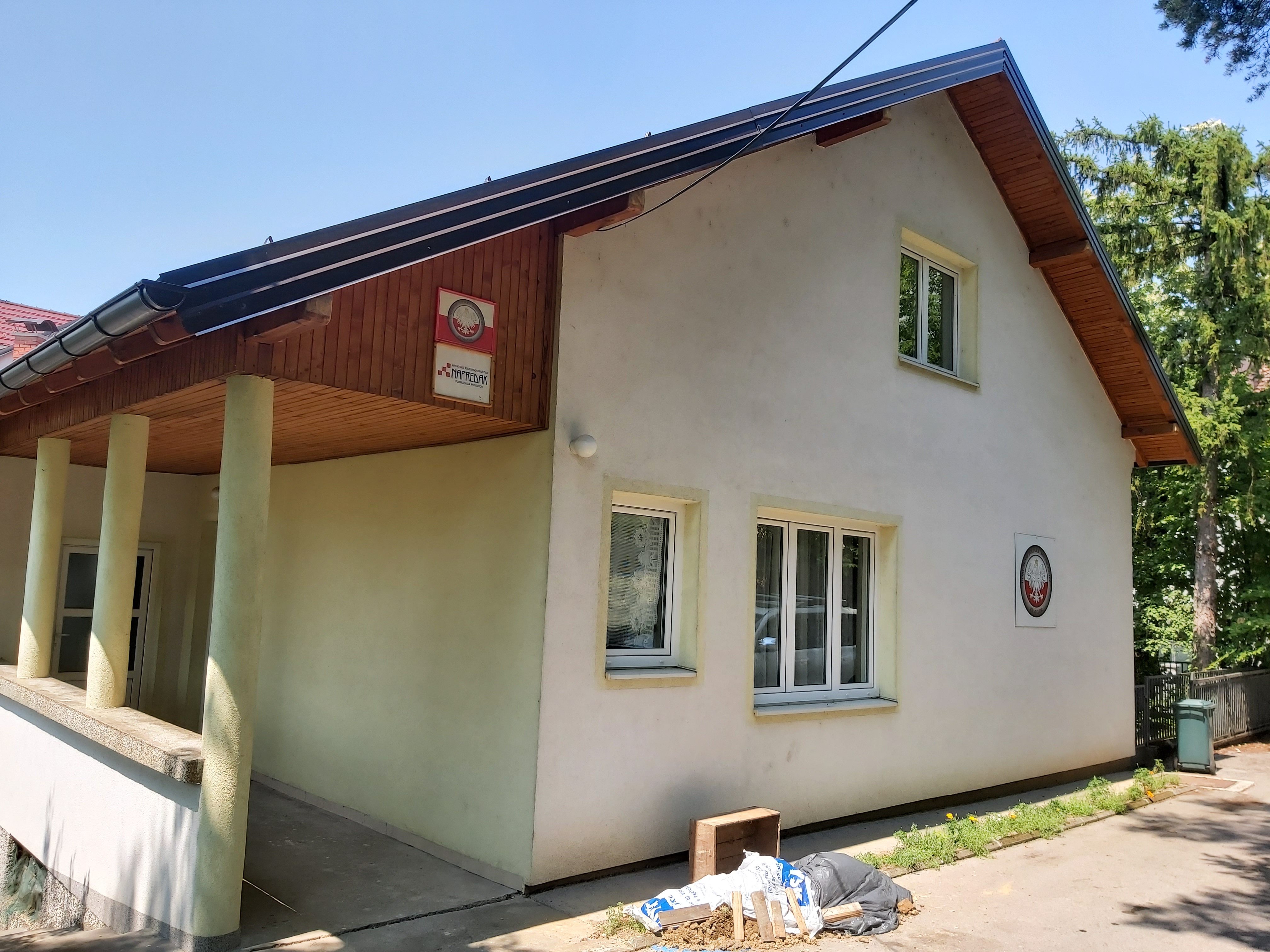
Siedziba stowarzyszenia polonijnego w Prnjavorze (2020)

Polonia w Bośni i Hercegowinie − społeczność polska mieszkająca w Bośni i Hercegowinie od XIX wieku, obecnie licząca około 300 osób.

## Historia

### Początki osadnictwa polskiego
Napływ Polaków na ziemie Bośni i Hercegowiny miał miejsce pod koniec XIX wieku, po zajęciu tych terenów przez Austro-Węgry (zob. okupacja Bośni i Hercegowiny przez Austro-Węgry). W kilka lat po podporządkowaniu sobie tego terytorium przez Austrię, w Galicji rozpoczęto werbunek wśród osób, które mogły objąć stanowiska administracyjne w nowym kraju koronnym. Werbowanie polskich kadr do pracy w Bośni było efektem złego stosunku bośniackiej ludności do urzędników niemieckich i węgierskich. Ta postawa spowodowała skierowanie do Bośni urzędników pochodzenia czeskiego, chorwackiego i polskiego. W 1910 na terenie Bośni i Hercegowiny przebywało około 600 urzędników, prawników, lekarzy i inżynierów pochodzących z polskich ziem monarchii habsburskiej.
Władze austro-węgierskie stymulowały także osadnictwo chłopskie w rzadko zaludnionym kraju, zachęcając do migracji małorolnych chłopów z różnych rejonów kraju i z zagranicy. Osadnicy mogli liczyć na uzyskanie od 10 do 12 hektarów lasu, który musieli wykarczować i zagospodarować w ciągu trzech lat. W Bośni oprócz Polaków z zaboru austriackiego i z Bukowiny osiedlali się także chłopi z zaboru rosyjskiego, w którym władze zabroniły Polakom dzierżawienia gruntów. W latach 1895−1914 w Bośni i Hercegowinie osiedliło się 1194 rodzin polskich, które założyły liczne nowe osady. Największym skupiskiem polskich chłopów były okolice Nowego Martyńca, w środkowej części Bośni, w dorzeczu rzeki Vrbas. Łącznie w okresie panowania austriackiego władze sprowadziły do tego kraju blisko 200 000 osadników różnych narodowości.
Według spisu ludności z 1910 w Bośni i Hercegowinie żyło ponad 11 000 osób posługujących się językiem polskim jako ojczystym, z tego prawie 9000 stałych mieszkańców i ponad 2000 żołnierzy. Polacy osiedlali się głównie w okolicach Sarajewa, Travnika, Bosanskiej Gradiszki, Prnjavora, Banja Luki, Bosanskiej Dubicy, Bosanskiej Novej, Tešanja, Zenicy i Zvornika.
Polska społeczność nie prowadziła aktywnego życia kulturalnego. Tworzony przez inteligencję „Klub Polski” w Sarajewie służył wyłącznie jako miejsce zabaw. Chłopi w chwili wybuchu I wojny światowej dysponowali sześcioma czytelniami Towarzystwa Szkół Ludowych i kilkoma polskimi szkołami ludowymi. Po wybuchu wojny władze austriackie zabroniły działalności narodowo-patriotycznej. W momencie upadku Austro-Węgier polscy żołnierze sformowali się w Legion Polski, formacja szybko jednak wyjechała do Polski.

### Okres międzywojenny
Po odzyskaniu przez Polskę niepodległości i powstaniu Jugosławii Bośnię opuścili austriaccy urzędnicy narodowości polskiej, a w latach 1923−1925 kilka tysięcy polskich osadników wyemigrowało do Brazylii, Kanady, Francji i Luksemburga. W połowie lat 20. liczebność Polaków szacowano na 12 000. W następnej dekadzie mieszkało w Bośni 15 000 Polaków, w tym świeżo przybyli robotnicy z łódzkich fabryk tekstylnych. Odrodziło się także przerwane przez I wojnę światową życie kulturalne.
Funkcjonowały dwa konsulaty honorowe: w Sarajewie w latach 1919−1921 kierowany przez Franciszka Kruszelnickiego oraz w latach 1927–1941 w Banja Luce kierowany przez Artura Burdę.

### Druga wojna światowa
Podczas II wojny światowej Polacy udzielali pomocy uchodźcom z Polski i udającym się do Francji żołnierzom. Po zajęciu Jugosławii Niemcy zakazali polskiego życia kulturalnego, ale nie prześladowali Polaków. Zagrożeniem dla Polaków były jednak bojówki chorwackie i serbskie, które często mordowały polską ludność. Efektem terroru tych ugrupowań było wiązanie się Polaków z partyzantką komunistyczną. Jugosłowiańscy Polacy i uciekinierzy z Polski walczyli w szeregach partyzantki jugosłowiańskiej, liczebność polskich bojowników szacowana jest na 3000 ludzi. Wiosną 1944 sformowano pięciusetosobowy polski batalion, działający w składzie 18. Brygady Środkowo-Bośniackiej. Jego dowódca został Slavko Zranić, a zastępcą Jan Drąg. Polskich partyzantów upamiętnia otwarty w 1964 cmentarz w Srbcu; spoczywa na nim 56 Jugosłowian oraz 22 Polaków (tablica pamiątkowa wymienia dodatkowych 5 nazwisk, najpewniej osób, których ciał nie odnaleziono).

### Czasy współczesne
Po wojnie zdecydowano o wysiedleniu Polaków do Polski. Dane Mieszanej Komisji Repatriacyjnej Polsko-Jugosłowiańskiej podają liczbę 15 031 przesiedlonych, przy czym wskazuje się, że przesiedlonych mogło być nawet ok. 18 tys. W okolicach Bosanskiej Gradiški pozostały jednak grupy Polaków liczące około 4000 osób. Repatrianci osiedleni zostali głównie w okolicach Bolesławca.
Po rozpadzie Jugosławii największymi skupiskami Polaków były Tuzla, Sarajewo, Mostar i Banja Luka. W początkach XXI wieku liczba Polaków w Bośni i Hercegowinie wynosiła mniej niż pół tysiąca osób. Grupa ta charakteryzowała się słabą znajomością języka polskiego, trudną sytuacją materialną i wysoką średnią wieku. Mniejszość polska jest jedną z 17 oficjalnie uznanych mniejszości narodowych w Bośni i Hercegowinie. We wsi Čelinovac regularnie odbywają się wydarzenia lokalnej organizacji polonijnej, w tym co roku festiwal Pirogijada.
W 2021 za zasługi w działalności polonijnej zostali odznaczeni przez Prezydenta RP: Srebrnym Krzyżem Zasługi Marija Buganik Pranjić ze Stowarzyszenia Polaków i Przyjaciół „Mak” Gradiška oraz Brązowym Krzyżem Zasługi Danijel Kovč ze Stowarzyszenia Polaków w Banja Luce.

## Organizacje polonijne
Główne organizacje polonijne:
- Stowarzyszenie Obywateli POLSA w Sarajewie
- Stowarzyszenie Polaków w Banja Luce
- Związek Mniejszości Narodowych w Prnjavorze[11]
- Stowarzyszenie Polaków i Przyjaciół „Mak” Gradiška[12]
- Wspólnota Obywateli Polskiego Pochodzenia w Tuzli, nieaktywna
- Polskie Towarzystwo Kulturalne „Mieszko I” w Mostarze, nieaktywne

Polonia w tym kraju nie wydaje prasy, ani nie współtworzy radia czy telewizji.
W Bolesławcu funkcjonuje stowarzyszenie skupiające potomków reemigrantów z Bośni.

## Kościoły
Dla Polonii, wiernych kościoła rzymskokatolickiego, odbywają się msze w języku polskim w Medziugorie.

## Znani Polacy związani z Bośnią i Hercegowiną[5]
- Stanislav Babiński
- Leon Biliński
- Artur Burda
- Aleksander Glück
- Leopold Glück
- Władysław Glück
- Wiktor Jankiewicz
- Władysław Januszewski
- Justyn Karliński
- Zofia Kawecka
- Jan Konopka
- Teodora Krajewska
- Jan Kumosz
- Władysław Lam
- Tadeusz Lubaczewski
- Mieczysław Madurowicz
- Władysław Nieć
- Jadwiga Olszewska
- Józef Paczoski
- Bronisława Prašek-Całczyńska
- Jakub Seidenfeld
- Marcel Sznajder
- Huršid ef. Terezinski
- Roman Wodyński
- Marek Wortman[3]
- Adam Urban
- Bernard Zauderer